# Segrest del vol El Al 426
El segrest del vol El Al 426 fou un vol de passatgers de l'aerolínia israeliana El Al, segrestat el 23 de juliol de 1968 per tres membres del Front Popular per a l'Alliberament de Palestina (FPAP), donant inici a una dècada de segrests d'avions comercials per part d'aquesta organització i les seves escissions.

## Història
L'aeronau, un Boeing 707-458 amb codi 4X-ATA, cobria la ruta compresa entre l'Aeroport de Londres-Heathrow i l'Aeroport de Lod (actualment conegut com a Aeroport Internacional Ben Gurion de Tel-Aviv), fent escala a l'Aeroport Internacional Leonardo da Vinci de Roma. Després de fer l'aturada prevista a la capital italiana i enlairar-se cap a la destinació final fou segrestat i desviat a la ciutat algeriana d'Alger.
Un dels segrestadors obrí la porta de la cabina, que restava sense bloquejar, colpejà el copilot amb la culata de la seva pistola i ordenà que l'avió per volés direcció a Alger, mentre els altres dos segrestadors retenien als passatgers sota amenaça de pistoles i granades de mà.
Quan l'avió aterrà a Dar El Beida, les autoritats argelines embargaren l'avió. L'endemà enviaren tots els passatgers no israelians a França en avions de reacció Aire Algérie Caravelle. Dels passatgers israelians, deu dones i tots els infants foren alliberats durant el cap de setmana del 27 i 28 de juliol. Els 12 passatgers israelians restants, més la tripulació de 10 membres, fou retinguda com a ostatges fins al final del segrest. Els segrestadors foren identificats com a membres de la cèl·lula jordana del Front Popular per a l'Alliberament de Palestina (FPAP). Els seus tres integrants embarcaren a l'avió utilitzant passaports indis i iranians i foren escollits per l'organització seguint un criteri professional molt selectiu, ja que es tractà d'un pilot d'aviació, un coronel i un professor de karate.
El govern israelià i algerià negociaren el retorn de l'avió i els ostatges a través de canals diplomàtics. Cinc setmanes més tard, tots els ostatges foren alliberats a canvi de la llibertat de 16 presoners àrabs. Segons la BBC, després de 40 dies, se'l considera el segrest més llarg de la història d'un vol comercial.